# فلورنس نول
فلورنس نول (انگلیسی: Florence Knoll; ۲۴ مهٔ ۱۹۱۷ – ۲۵ ژانویهٔ ۲۰۱۹) کارآفرین اهل آلمان بود، که در سال ۱۹۳۸ شرکت نول کمپانی را تأسیس کرد.